# Johan Mastenbroek
Johannes Christoffel Mastenbroek, detto Johan (5 luglio 1902 – 23 maggio 1978), è stato un allenatore di calcio olandese.

## Carriera
Guidò la Nazionale delle Indie Orientali Olandesi ai Mondiali del 1938.